# 彼得·方達
彼得·亨利·方達（英語：Peter Henry Fonda，1940年2月23日—2019年8月16日），美國演員。他出身於一個演員家庭，父親是亨利·方達（Henry Jaynes Fonda），姐姐是珍·芳達（Jane Fonda）。他是反傳統的1960年代的象徵之一。曾經主演《逍遙騎士》並兩度獲得奥斯卡金像奖提名。

## 逝世
2019年8月16日，彼得·方達因肺癌引起的呼吸衰竭，在洛杉矶的家中去世，享年79岁。

## 扩展阅读
- Collier, Peter. . Putnam. 1991. ISBN 0-399-13592-8.
- Fonda, Peter. . New York: Hyperion. 1998. ISBN 0-7868-6111-8.